# Liste der Monuments historiques in Saint-Aignan (Morbihan)
Die Liste der Monuments historiques in Saint-Aignan (Morbihan) führt die Monuments historiques in der französischen Gemeinde Saint-Aignan auf.

## Liste der Bauwerke
| Bezeichnung                                 | Beschreibung | Standort                | Kennzeichnung | Schutzstatus | Datum | Bild |
| ------------------------------------------- | ------------ | ----------------------- | ------------- | ------------ | ----- | ---- |
| Camp protohistorique du Castel-Finans       |              | Taille de Castel (Lage) | PA00091653    | Classé       | 1971  |      |
| Bauernhof                                   |              | Le Corboulo (Lage)      | PA00091654    | Inscrit      | 1987  |      |
| Archäologische Ausgrabungen von Le Corboulo |              | Le Corboulo (Lage)      | PA00135360    | Inscrit      | 1995  |      |

## Liste der Objekte
- Monuments historiques (Objekte) in Saint-Aignan (Morbihan) in der Base Palissy des französischen Kultusministerium